# Она прекрасна
«Она́ прекра́сна» (англ. She's So Lovely) — фильм 1997 года, режиссёром которого стал Ник Кассаветис, а автором сценария — Джон Кассаветис. Сразу после своего выхода на экран фильм завоевал особое внимание в связи с тем, что через восемь лет после смерти Джона Кассаветиса это был первый фильм, созданный по мотивам ранее неизданного материала известного американского актёра, сценариста и режиссёра.

## Сюжет
Эдди Куинн (Шон Пенн) и Морин Мёрфи Куинн (Робин Райт Пенн) — молодые супруги, которые любят друг в друга. Однажды пьяный похотливый сосед (Джеймс Гандольфини) начинает приставать к жене Эдди и тот нападает на него. После случившегося Эдди осужден на десять лет и отбывает наказание в тюрьме. После освобождения Эдди узнаёт, что Морин повторно вышла замуж за Джоуи Джермони (Джон Траволта). Джоуи — положительный персонаж и тоже любит свою жену. Эдди и Джоуи каждый по-своему пытаются добиться любви Морин, которая вынуждена разрываться между двумя дорогими ей мужчинами.

## В ролях
- Шон Пенн — Эдди Куинн
- Робин Райт Пенн — Морин Мёрфи Куинн
- Джон Траволта — Джоуи Джермони
- Джеймс Гандольфини — Кифер
- Нейл Барри — Майкл
- Сьюзан Трейлор — Люсинда
- Гарри Дин Стэнтон — Тони «Шорти» Руссо, друг Эдди
- Деби Мейзар — Джорджи
- Бобби Купер — Купер
- Джон Маршалл Джоунс — Леонард
- Кло Уэбб — Ненси Суэринген
- Джеймс Соравилла — Ави
- Джеми Бозиан — интерн № 1
- Пол Йоханссон — интерн № 2
- Хустина Мачадо — Кармен Родригес, билетный кассир
- Тито Ларрива — певец

## Награды и номинации
- 1998 — номинация на премию Гильдии киноактёров США за лучшую женскую роль (Робин Райт)
- 1997 — два приза Каннского кинофестиваля: лучшая мужская роль (Шон Пенн), Технический Гран-При (Тьерри Арбогаст), а также номинация на Золотую пальмовую ветвь (Ник Кассаветис)